# Belmonte (freguesia)
Belmonte era una freguesia portuguesa del municipio de Belmonte, distrito de Castelo Branco.

## Historia
Fue suprimida el 28 de enero de 2013, en aplicación de una resolución de la Asamblea de la República portuguesa promulgada el 16 de enero de 2013 al unirse con la freguesia de Colmeal da Torre, formando la nueva freguesia de Belmonte e Colmeal da Torre.